# Aidan Lynch
Pour les articles homonymes, voir Lynch.
Aidan Lynch (né le 29 août 1977) est un footballeur irlandais qui joue pour Dundalk FC.
Sa carrière a commencé en 1995 quand il jouait pour l'UC Dublin. Il a joué sept saisons avec « The Students » avant il a déménagé pour jouer avec Drogheda United. Il n'a pas voulu quitter son emploi en tant que professionnel et il est retourné à UCD pour une saison. Ensuite il a joué pour Dublin City avant de rejoindre Dundalk FC en 2005.
Maintenant, il est le capitaine de l'équipe[Quand ?].

## Clubs
- 1997-2002 : UC Dublin
- 2002-2003 : Drogheda United
- 2003-2005 : Dublin City Football Club
- 2005-     : Dundalk FC